# El hotel de los secretos
El hotel de los secretos é uma telenovela mexicana produzida por Roberto Gómez Fernández e exibida pela Univision entre 25 de janeiro a 20 de maio de 2016, em formato de série-novela. No México foi exibida pelo Las Estrellas entre 11 de abril a 31 de julho de 2016 em 81 Capítulos, substituindo Pasión y Poder e sendo substituída por Por siempre Joan Sebastian.
É uma adaptação da série espanhola Gran Hotel, criada por Ramón Campos, Gema R. Neira e Carlos Sedes.
É protagonizada por  Irene Azuela e Erick Elías e antagonizada por Diana Bracho e Jorge Poza e com actuação estelar da primeira atriz Daniela Romo.

## Sinopse
A história se inicia em 1908. Julio Olmedo e Isabel Alarcón viajam no mesmo trem rumo ao Gran Hotel, negócio da família Alarcón. Nenhum dos dois sabe que nesse lugar suas vidas darão um giro provocado pelo amor, a traição e os segredos que lá habitam.
Julio Olmedo viaja para buscar sua irmã gêmea Cristina, que deixou de escreve-lo a alguns meses. Isabel atende a um chamado de sua mãe, a matriarca Teresa Langre viúva de Alarcón, que organiza seu casamento com Diego Montejo a quem também entrega a direção do Gran Hotel.
Junto com o desaparecimento de Cristina Olmedo, acontece uma serie de assassinatos no povoado onde está localizado o hotel, o investigador Serapio Ayala chega desde a capital para esclarece-los, mas durante sua estadia, os mistérios ao redor do lugar aumentam e cada vez é más difícil descifra-los. Ayala é um amante da ciência e se apoia nela para resolver cada caso que se lhe é apresentado.
Júlio entra como camareiro do Gran Hotel onde conhece a Andrés Salinas, o filho de Ángela Gómez, a ama de chaves. Entre Julio e Andrés nasce uma grande amizade que se torna em irmandade. Andrés ajuda Julio a investigar o que aconteceu com sua irmã. Andrés está apaixonado por Belén García, uma mucama sem escrúpulos que fingindo ser vítima de um engano consegue que Andrés aceite como seu o filho que espera e que é produto de sua relação como amante de Diego Montejo.
Sofía Alarcón é a filha mais velha de Teresa, está casada com Alfredo Vergara. Sofía engravida, mas perde seu bebê e a obsessão por ter um filho termina piorando sua frágil saúde mental.
Felipe Alarcón é um jovem que sempre viveu com a super proteção de sua mãe, que o transformou em um homem fraco ante seus sentimentos e fica muito longe de ser o herdeiro que seu pai sempre quis.
Ángela Salinas, a ama de chaves do Gran Hotel, conhece cada canto do lugar e a cada pessoa que passou por lá nos últimos 30 anos. Seu rosto impenetrável esconde segredos que se nega a revelar, sobretudo para proteger a seu filho Andrés.
Em "El Hotel de los secretos", dia a dia se acumulam os mistérios e cada vez cresce mais o amor entre Isabel e Julio que enfrentam a todos os obstáculos que a época e a sociedade colocam em sua frente.
O hotel dos segredos é o lugar onde as melhores famílias da época vem passar seus dias de descanso e espairecimento, sem saber que dentro de seus quartos e em seus corredores transitam ao mesmo tempo o amor e a morte.

## Elenco
- Irene Azuela - Isabel Alarcón
- Erick Elias - Julio Olmedo
- Daniela Romo - Doña Ángela Gómez Vda. de Salinas
- Diana Bracho - Doña Teresa Vda. de Alarcón
- Jorge Poza - Diego Montejo
- Dominika Paleta - Sofía Alarcón de Vergara
- Alejandro de la Madrid - Alfredo Vergara
- Pablo Cruz Guerrero - Felipe Alarcón
- Carlos Rivera - Ándres Salinas Gómez
- Ilse Salas - Belén García
- Jesús Ochoa - Detective Serapio Ayala
- Eduardo España - Dagoberto Suaréz
- Luis Couturier - Benjamín Nieto
- Ximena Herrera - Cristina Olmedo
- Juan Ferrara - Doc. Lazaro Vicario
- Claudia Ramírez - Cecilia Gaitán
- Silvia Mariscal - Doña Elisa Vda. de Vergara
- Queta Lavat -  "La Nena" Limantour
- Regina Blandón - Matilde Salaberri
- Sofía Castro - Eugenia Ballesteros
- Rodrigo Virago - Pascual Duarte
- Joshua Gutierrez - Jacinto Mosqueda
- Juan Carlos Barreto - Guadalupe "Lupe" Mosqueda
- Ilse Ikeda - Natalia
- Marisol del Olmo - Emma de la Garza
- Barbara Singer - Mercedes Herrera
- Christian Ramos - Cipriano
- Joan Santos -  Feliciano
- Luis Gatica - Sebastián
- Marlene Kalb - Victoria
- Claudia Rios - Melibea
- Gonzalo Peña - Gonzalo Alarcón
- Paloma Arredondo - Micaela

## PremioTvyNovelas 2017
| Categoria                 | Indicados               | Resultados |
| ------------------------- | ----------------------- | ---------- |
| Melhor Telenovela         | Roberto Gómez Fernández | Indicado   |
| Melhor Atriz Protagonista | Irene Azuela            | Indicado   |
| Melhor Ator Protagonista  | Erick Elías             | Indicado   |
| Melhor Atriz Antagonista  | Diana Bracho            | Indicado   |
| Melhor Ator Antagonista   | Jorge Poza              | Indicado   |
| Melhor Primeira Atriz     | Daniela Romo            | Indicado   |
| Melhor Primeiro Ator      | Jesús Ochoa             | Indicado   |
| Melhor Atriz Coestelar    | Ilse Salas              | Indicado   |
| Melhor Ator Coestelar     | Carlos Rivera           | Venceu     |
| Melhor Ator Juvenil       | Joshua Gutiérrez        | Indicado   |
| Melhor Ator de Reparto    | Eduardo España          | Indicado   |
| Melhor Atriz Revelação    | Regina Blandón          | Indicado   |
| Melhor Ator Revelação     | Carlos Rivera           | Venceu     |
| Melhor Reparto            | Roberto Gómez Fernández | Indicado   |